# Aichryson tortuosum
Aichryson tortuosum ist eine Pflanzenart aus der Gattung Aichryson in der Familie der Dickblattgewächse (Crassulaceae).

## Beschreibung

### Vegetative Merkmale
Aichryson tortuosum wächst als mehrjähriger, dicht verzweigter, flaumiger Kleinstrauch und erreicht Wuchshöhen von bis zu 15 Zentimeter. Die behaarten, unten oft kahlen Triebe weisen einen Durchmesser von etwa 5 Millimeter auf. Die holzigen, gewundenen Zweige sind breit spreizend. Ihre sitzenden, verkehrt eiförmigen, gerundeten, dicht drüsig behaarten, klebrigen, harzig duftenden, häufig purpurrot überhauchten Laubblätter sind 10 bis 12 Millimeter lang, 4 bis 6 Millimeter breit und 2 bis 3 Millimeter dick. Oberhalb der Mitte ist die Blattspreite am breitesten.

### Generative Merkmale
Der wenigblütige Blütenstand erscheint an kurzen, locker beblätterten Trieben. Die sieben- bis achtzähligen Blüten stehen an einem bis zu 7 Millimeter langen Blütenstiel und weisen einen Durchmesser von 9 bis 12 Millimeter auf. Ihre Kelchblätter sind drüsig behaart. Die tiefgelben, elliptischen, zugespitzten, grannenspitzigen Kronblätter sind 5 bis 6 Millimeter lang. Sie sind an der Spitze plötzlich zurückgebogen und am Rand häufig fein gewimpert.
Die Blütezeit ist Mai bis Juni.

## Systematik und Verbreitung
Aichryson tortuosum ist auf Lanzarote und Fuerteventura in Höhen von bis zu 700 Metern verbreitet.
Die Erstbeschreibung als Sempervivum tortuosum durch William Aiton wurde 1789 veröffentlicht. Philip Barker Webb und Sabin Berthelot stellten die Art 1840 in die Gattung Aichryson.
Weitere nomenklatorische Synonym sind Aeonium tortuosum (Aiton) A.Berger (1930) und Macrobia tortuosa (Aiton) G.Kunkel (1977). Darüber hinaus gibt es weitere Synonyme.

## Nachweise